# Symbolanthus anomalus
Symbolanthus anomalus là một loài thực vật có hoa trong họ Long đởm. Loài này được (Kunth) Gilg miêu tả khoa học đầu tiên năm 1895.